# I cinque Lionni
I cinque Lionni è il titolo di una serie animata svizzera del 1986 prodotta dalla Televisione Svizzera Italiana, diretta da Giulio Gianini e basata su alcuni libri illustrati di Leo Lionni.

## Produzione
Nel 1967 l'illustratore statunitense Leo Lionni collaborò col regista italiano Giulio Gianini per realizzare, traendo ispirazione dai suoi libri illustrati per bambini, due cortometraggi d'animazione che sarebbero stati presentati al National Design Institute di Ahmedabad, in India, dove Gianini sarebbe poi andato a tenere dei corsi sulle tecniche d'animazione. I due cortometraggi erano Guizzino (in inglese Swimmy) e Federico (in inglese Frederick), e furono realizzati con la tecnica del découpage a fasi.
Negli anni 1980 Leo Lionni propose a Gianini di realizzare altri tre cortometraggi, che andarono in onda sulla Televisione Svizzera Italiana, che aveva già prodotto la serie Il gioco delle favole con la regia di Gianini e di Emanuele Luzzati.

## Episodi

### Guizzino
Guizzino è l'unico esemplare nero di un branco di pesciolini rossi, ed è anche l'unico che rimane quando il resto del branco è mangiato da un grosso tonno. Rimasto solo, esplora il fondo marino finché non trova un altro branco di pesci rossi che se ne stanno rintanati per paura dei predatori, e lo istruisce a nuotare nella formazione di un grosso pesce per non essere più attaccati.

### Federico
In un vecchio muro di campagna cinque topolini hanno fatto la loro tana. Quando l'inverno si avvicina, essi si mettono a raccogliere provviste, tutti meno quello di nome Federico, che preferisce starsene a sognare a occhi aperti. Quando la neve ricopre i campi, i topolini si rintanano e si mettono a consumare allegramente le provviste accumulate, che però presto finiscono. Allora, grazie all'immaginazione di Federico, si ricordano dei caldi giorni dell'estate.

### È mio!
Su un'isola vivono tre rane, che litigano dalla mattina alla sera perché ciascuna pretende di possedere qualsiasi cosa. Un rospo, infastidito dai loro litigi, le mette in guardia. Un'inondazione le costringe a far fronte comune e a mettere da parte le loro rivalità.

### Cornelio
Cornelio è un piccolo coccodrillo che cammina eretto, distinguendosi dai suoi simili, che non capiscono i vantaggi del suo diverso punto di vista. Arrabbiatosi, si allontana dagli altri coccodrilli, e incontra una scimmia, che gli insegna a star ritto sulla testa e ad appendersi per la coda. Gli altri coccodrilli sembrano inizialmente poco impressionati, ma poi si mettono a imitarlo.

### Un pesce è un pesce
Un pesciolino e un girino sono compagni di giochi in uno stagno. La metamorfosi del girino li fa rendere conto delle loro differenze; il pesce però non riesce a capacitarsi dei racconti del girino diventato rana perché non è mai uscito dall'ambiente acquatico. Decide perciò di balzar fuori dallo stagno, cosa che gli costerebbe la vita se la rana non lo ributtasse in acqua. Si rende allora conto di dover accettare fino in fondo la propria natura.